# Jiang Shusheng
Jiang Shusheng (chinesisch 蒋树声; * April 1940 in Wuxi, Jiangsu) ist ein chinesischer Physiker, Hochschullehrer und Politiker der Chinesischen Demokratischen Liga, der unter anderem von 1997 bis 2006 Präsident der Universität Nanjing, zwischen 2005 und 2012 Vorsitzender der Chinesischen Demokratischen Liga sowie von 2008 bis 2013 Vizevorsitzender des Ständigen Ausschusses des Nationalen Volkskongresses war.

## Leben
Jiang Shusheng, der zur Volksgruppe der Han gehört, begann nach dem Schulbesuch ein Physikstudium an der Universität Nanjing und war nach dessen Abschluss zwischen Juli 1963 und 1988 Dozent an der Fakultät für Physik der Universität Nanjing, ehe er von 1988 bis 1991 Prodekan des zur Universität gehörenden Staatlichen Schlüssellaboratoriums für feste Mikrostrukturen. Seit 1985 hatte er in diesen Funktionen eine Reihe wichtiger wissenschaftlicher Forschungsprojekte der Nationalen Naturwissenschaftlichen Stiftung Chinas und des Bildungsministeriums der Volksrepublik China durchgeführt. 1991 übernahm er eine Professur an der Fakultät für Physik und war zwischen 1993 und 1996 Dekan dieser Fakultät. Nachdem er zwischen 1996 und 1997 Vizepräsident der Universität Nanjing war, löste er im April 1997 Chen Yu als Präsident der Universität Nanjing ab und bekleidete diese Funktion bis zu seiner Ablösung durch Chen Jun im Juni 2006. Zugleich war er zwischen 1997 und 2006 in Personalunion auch Vorsitzender der Akademischen Bewertungskommission sowie Direktor des Ausschusses für akademische Angelegenheiten der Universität Nanjing. Während seiner Lehr- und Forschungstätigkeit unternahm er auch Forschungs- und Studienaufenthalte in Großbritannien, Australien sowie Italien und erhielt er 2002 einen Doktortitel der Johns Hopkins University sowie 2003 der University of Bristol.
1998 wurde Jiang Shusheng zunächst Mitglied des Ständigen Ausschusses des Nationalen Volkskongresses und verblieb in dieser Funktion bis 2008. Zeitweilig war er auch Mitglied des Staatlichen Ausschusses für akademische Grade. Als Nachfolger von Ding Shisun übernahm er im Dezember 2005 die Funktion als Vorsitzender der Chinesischen Demokratischen Liga und damit als Vorsitzender einer von acht Blockparteien außerhalb der Kommunistischen Partei Chinas. Diese Funktion bekleidete er bis 2012, woraufhin Zhang Baowen seine Nachfolge antrat. Darüber hinaus war er von 2008 bis 2013 Vize-Vorsitzender des Ständigen Ausschusses des Nationalen Volkskongresses.